# 芝普特斯二世
芝普特斯二世（希臘語：Zιπoίτης 或 Zιβoίτης ，前三世紀人物），是比提尼亞國王芝普特斯一世的小兒子，他舉兵反對他的兄長尼科美德一世，並自立為國王，統治時間前278年 - 前276年。
他的兄長尼科美德一世王位後開始殺害自己的兄弟，但他逃過一劫，並自立為國王與尼科美德一世對抗。芝普特斯二世成功發起叛變，占領一部分的比提尼亞王國，他的勢力維持一段時間。尼科美德一世為了除去芝普特斯二世並結束這場內戰，引進了萊昂諾里奧斯和盧塔里奧斯率領的凱爾特人傭兵，來消滅芝普特斯二世。最後這批凱爾特人日後成為加拉太人。

## 腳註
1. 1 2  Smith, p.1329

## 來源
- 威廉·史密斯，《希腊羅馬的神話和傳記辭典》,"Ziboetes", 波士頓, (1867)

| 統治者頭銜          | 統治者頭銜                     | 統治者頭銜          |
| ------------------- | ------------------------------ | ------------------- |
| 前任： 芝普特斯一世 | 比提尼亞國王 前278年 – 前276年 | 繼任： 尼科美德一世 |